# Suchá (hrad)
Suchá byl hrad založený ve 13. století, který stál na ostrohu v prostoru mezi obcemi Pěčín, Rokytnice, Kunvald a Kameničná. 

Písemné zprávy o hradu chybějí a jedinou stopou po zaniklém hradu jsou zbytky hradního příkopu ústícího do úžlabí říčky Tepličky pod lesem Ovčárka. Koncem 19. století zde byly zbytky zdiva a sklepů, které byly při zalesňování zničeny. Hrad s největší pravděpodobností střežil obchodní cestu (tzv. solnou stezku) do Kladska. Dnes hrad připomíná pouze název lesa, kterému se říká Suchá a lidové pověsti o loupeživém rytíři a jeho dceři. Nejvyšší bod bývalého hradu Suchá je nyní okótován nadmořskou výškou 538,2 m, kdysi uváděno 543 m n. m.

## Pověst o hradu v Suché
Hrad v Suché patřil sličné sirotě po chudém rytíři Kunovi.
Kuno zahynul při loupežném výpadu na mimojdoucí kupce z Rychnova.
Dcera jeho, zakládající si na své kráse, zamilovala se v Praze do královského panoše, který jí však pro její chudobu odmítl. Aby získala majetku, štvala Kuna pacholky ze svého hradu na všecky pocestné, hlavně kupce, kteří se stezkou lesem Suchá ubírali a naloupené cenné předměty a peníze ukládala na hradě do kovaných truhel.
Loupeže trvaly tak dlouho, dokud prý Karel IV. na žaloby z okolí hrad nedal zbořiti. Kuna při tom uhořela.
Na postrach vozkům, kteří při jízdě špatnou cestou po Suché hověli bohapustému proklínání, zaklela vyšší moc pannu
z hradu, aby po smrti bloudila po Suché a obtěžovala vozky tak dlouho, až duši její některý z nich nevšední trpělivostí
a kladným slovem z trápení vysvobodí.
Dlouho trvalo, než ustrašení vozkové, jimž neviditelná bytost v noci koně zadržovala, klíti přestali. Pak zjevovala se jim panna v sličné podobě, v bílém šatě a s vlajícími zlatými vlasy. Leč osvoboditel nepřicházel.
Jistý jinoch byl za jízdy lesem nucen vypřáhnouti a nechati povoz přes noc v Suché. Když za jitra opět zapřahal,
zjevila se mu krásná panna a usmívajíc se zadržela mu koně. Takže jich marně poděšený mládenec do kroku pobízel. Panna koně zadržela a smutně na mládence pohlížela. Dobrý hoch koně polaskal a znovu je kupředu pobízel.
Leč panna koně pevně držela a usedavě plakala, až se koně vzpínali. Zbožný vozka se pokřižoval a řka :
Odpusť ti Bůh, duše zbloudilá, po třetí klidně koně pobídl. Hned na to v blízkém zbořeništi jako když zahřmí, panna zmizela a na jejím místě bílá holubice vzlétala k oblakům.
Autor neznámý, Pověsti o hradě v Suché popsal Jan Krčmář, řídící učitel a obecní kronikář v Pěčíně ve své publikaci: Obec Pěčín v Orlických horách